# Associazione Sportiva Ambrosiana-Inter 1932-1933
Questa voce raccoglie le informazioni riguardanti l'Associazione Sportiva Ambrosiana-Inter nelle competizioni ufficiali della stagione 1932-1933.

## Stagione
In Serie A, l'Ambrosiana-Inter arriva seconda in campionato dietro la Juventus. Nella Coppa dell'Europa Centrale la squadra raggiunge la finale, uscendone sconfitta nel doppio confronto con l'Austria Vienna dopo aver vinto la gara d'andata a Milano per 2 a 1 e avendo perso la gara di ritorno a Vienna per 3 a 1 in 9 contro 11, con le due espulsioni a Luigi Allemandi e Atilio Demaría per proteste a seguito di un gol annullato a Giuseppe Meazza sul risultato di 1 a 0 dall'arbitro cecoslovacco Cejnarː il punteggio complessivo fu di 4-3 a favore della squadra viennese.

## Rosa
| N. |                      | Ruolo | Calciatore          |
| -- | -------------------- | ----- | ------------------- |
|    | Italia (bandiera)    | P     | Carlo Ceresoli      |
|    | Italia (bandiera)    | P     | Valentino Degani    |
|    | Italia (bandiera)    | P     | Bonifacio Smerzi    |
|    | Italia (bandiera)    | D     | Luigi Allemandi     |
|    | Argentina (bandiera) | D     | Félix Demaría       |
|    | Italia (bandiera)    | D     | Guido Gianfardoni   |
|    | Italia (bandiera)    | C     | Armando Castellazzi |
|    | Argentina (bandiera) | C     | Atilio Demaría      |
|    | Italia (bandiera)    | C     | Pietro Serantoni    |
|    | Italia (bandiera)    | C     | Giuseppe Viani      |
|    | Uruguay (bandiera)   | C     | Ricardo Frione      |

| N. |                      | Ruolo | Calciatore               |
| -- | -------------------- | ----- | ------------------------ |
|    | Italia (bandiera)    | C     | Mirko Gruden             |
|    | Italia (bandiera)    | C     | Piero Mariani            |
|    | Italia (bandiera)    | C     | Marcello Mihalich        |
|    | Argentina (bandiera) | C     | Franco Ponzinibio        |
|    | Italia (bandiera)    | C     | Enrico Rivolta           |
|    | Italia (bandiera)    | C     | Egidio Turchi            |
|    | Italia (bandiera)    | A     | Giuseppe Meazza          |
|    | Uruguay (bandiera)   | A     | Francesco Frione         |
|    | Italia (bandiera)    | A     | Umberto Visentin III     |
|    | Italia (bandiera)    | A     | Virgilio Felice Levratto |
|    | Italia (bandiera)    | A     | Elpidio Coppa            |

## Risultati

### Coppa dell'Europa Centrale
| Arbitro: | Mihály Iváncsics |

|              |           |  |
| Wortmann 18’ | Marcatori |  |

| Arbitro: | Frantisek Cejnar |

|                                 |           |  |
| Meazza 38’, 50’, 86’ Frione 65’ | Marcatori |  |

| Arbitro: | Adolf Miesz |

|                                   |           |             |
| Levratto 8’ Demaría 35’, 40’, 44’ | Marcatori | 64’ Nejedly |

| Arbitro: | Alois Beranek |

|               |           |                           |
| Kloz 25’, 60’ | Marcatori | 30’ Serantoni 40’ Demaría |

| Arbitro: | Ferenc Klug |

|                         |           |            |
| Meazza 40’ Levratto 41’ | Marcatori | 77’ Viertl |

| Arbitro: | František Cejnar |

|                               |           |            |
| Sindelar 45’ (rig.), 80’, 88’ | Marcatori | 85’ Meazza |

## Statistiche

### Statistiche di squadra
| Competizione    | Punti | In casa | In casa | In casa | In casa | In casa | In casa | In trasferta | In trasferta | In trasferta | In trasferta | In trasferta | In trasferta | Totale | Totale | Totale | Totale | Totale | Totale | DR  |
| Competizione    | Punti | G       | V       | N       | P       | Gf      | Gs      | G            | V            | N            | P            | Gf           | Gs           | G      | V      | N      | P      | Gf     | Gs     | DR  |
| --------------- | ----- | ------- | ------- | ------- | ------- | ------- | ------- | ------------ | ------------ | ------------ | ------------ | ------------ | ------------ | ------ | ------ | ------ | ------ | ------ | ------ | --- |
| Prima Categoria | ..    | .       | .       | .       | .       | .       | ..      | ..           | .            | .            | .            | ..           | ..           | .      | .      | .      | .      | ..     | ..     | -/+ |

### Statistiche dei giocatori
| Giocatore | Prima Categoria | Prima Categoria | Coppa Europa Centrale | Coppa Europa Centrale | Totale   | Totale |
| Giocatore | Presenze        | Reti            | Presenze              | Reti                  | Presenze | Reti   |
| --------- | --------------- | --------------- | --------------------- | --------------------- | -------- | ------ |
| . cognome | ?               | ?               | ?                     | ?                     | ?        | ?      |
| . cognome | ?               | ?               | ?                     | ?                     | ?        | ?      |
| . cognome | ?               | ?               | ?                     | ?                     | ?        | ?      |